# Millî İstihbarat Teşkilâtı

Abzeichen des MIT

Millî İstihbarat Teşkilâtı (türkisch für Nationaler Aufklärungsdienst; MİT) ist der türkische Nachrichtendienst mit Sitz in Ankara. Er gilt neben dem Mossad als einer der bestinformierten im Nahen Osten und untersteht seit 2017 direkt dem Präsidenten der Republik. Der MİT hat laut offiziellen Angaben ungefähr 8000 Mitarbeiter.
1926 erfolgte die Gründung unter der Bezeichnung Millî Emniyet Hizmeti Riyâseti. Der MİT sieht sich selbst in der Tradition der Teşkilât-ı Mahsusa („Dienst für besondere Aktivitäten“) und des Karakol Cemiyeti („Das Wachekomitee“) im Osmanischen Reich. Seit 1965 trägt er den heutigen Namen.

## Aufgabe
Aufgaben des Geheimdienstes sind gemäß Gesetz Nr. 2937 vom 1. Januar 1984 der Schutz des türkischen Territoriums, des türkischen Volkes, Aufrechterhaltung der staatlichen Integrität, Wahrung des Fortbestehens, der Unabhängigkeit und der Sicherheit der Türkei sowie deren Verfassung und der verfassungskonformen Staatsordnung. Ferner gehört zu seinen Aufgabenbereichen die Spionageabwehr sowie die Abwehr sonstiger subversiver Aktivitäten, die sich gegen die Einheit der Türkei richten.

## Geheimdienstgesetz von 2014
2014 wurde das Geheimdienstgesetz in wesentlichen Punkten verändert. Dies war die erste Gesetzesänderung, seit die Putschgeneräle ab 1980 den MİT stärker zum Werkzeug des Militärs machten.
Mit dem neuen Geheimdienstgesetz bekam der MİT eine massive Kompetenzerweiterung. Heute ist die türkische Armee weitgehend aus dem Geheimdienstapparat hinausgedrängt worden. Das neue Gesetz verringere weiter Transparenz und Rechenschaftspflicht des türkischen Staats und beschneide noch mehr die Pressefreiheit und die Privatsphäre der Bürger, sagte Emma Sinclair-Webb, Türkei-Expertin von Human Rights Watch zu dem Gesetz.
Zu den neuen Kompetenzen gehört, dass der Geheimdienst Daten von öffentlichen und privatrechtlichen Körperschaften ohne Widerspruch einfordern darf. Der MİT darf von Unternehmen sowohl geschäftsinterne Daten als auch solche über Kunden abfragen und die Herausgabe erzwingen.
Der Geheimdienstchef muss seither nur dem Ministerpräsidenten Bericht erstatten. Die Mitarbeiter genießen de facto Straffreiheit. Ermittlungen gegen Geheimdienstmitarbeiter des MİT wegen straf- oder zivilrechtlicher Tatbestände müssen vom türkischen Staatsanwalt zunächst dem MİT-Chef gemeldet werden. Die Ermittlungen können dann mit Verweis auf höhere sicherheitsrelevante Umstände blockiert werden. Auch drohen hohe Strafen, wenn über MİT-Aktivitäten berichtet wird. Seit der Spiegel-Affäre 1962 in Deutschland nicht mehr denkbar, können in der Türkei Journalisten und Verleger mit Haftstrafen zwischen vier und zehn Jahren belegt werden, wenn sie geheimdienstliches Material veröffentlichen.

## Leitung
Der MİT ist dem Staatspräsidenten, dem Ministerpräsidenten, dem Chef des Generalstabes sowie dem Generalsekretär des Nationalen Sicherheitsrates zur Rechenschaft verpflichtet, untersteht jedoch alleine dem Ministerpräsidentenamt der Türkei.
Der Nachrichtendienst wird durch einen Staatssekretär (müsteşar) geleitet. Angehörige des MİT dürfen laut Gesetz Nr. 2937, § 29 „in solchen Fällen, in denen es die Geheimhaltung der Mission und die Interessen des Staates zwingend gebieten“ nur mit Erlaubnis des Staatssekretärs vor anderen Behörden aussagen. Seit dem 25. Mai 2010 wurde die Stelle von Hakan Fidan besetzt. Am 4. Juni 2023 wurde er durch İbrahim Kalın ersetzt.

## Kompetenzen und Methoden
Zur Bewältigung seiner Aufgaben ist dem MİT neben dem Recht auf unbeschränkten Zugriff auf jede staatliche Information auch volle Polizeibefugnis eingeräumt, was seine Ermächtigungen grundlegend von denen der deutschen Nachrichtendienste (BND, BfV), die keine Polizeirechte genießen, unterscheidet.
Außerdem darf der Dienst mit Erlaubnis des Staatspräsidenten auch außerhalb seines Aufgabenbereiches liegende Straftaten verfolgen.
2012 übernahm MİT vom Militär die Verwaltung des elektronischen Überwachungssystems GES außerhalb von Ankara, was dem Geheimdienst unter anderem die Möglichkeit eröffnete, Telefongespräche abzuhören und E-Mails mitzulesen.

## Geschichte
Mit Hakan Fidan stand mittlerweile der vierte Zivilist an der Spitze des MİT. Bis zum Jahr 1992 lag die Leitung des Dienstes immer bei einem General des türkischen Militärs. Vor allem die Tageszeitung Taraf berichtete immer wieder über die Aktivitäten des MİT, wie dessen Datensammlungen von oppositionell eingestellten Unternehmern oder über Beamte, die religiösen Bewegungen angehören könnten, wie etwa der Hizmet-Bewegung des Predigers Fethullah Gülen. Nach dem Geheimdienstgesetz von 2014 traut sich die Zeitung dies nicht mehr.
Im Sommer 2014 stoppte die Gendarmerie in der türkischen Provinz Adana drei Lastwagen, die auf dem Weg nach Syrien waren. Die Staatsanwaltschaft wollte ermitteln, doch eine Nachrichtensperre wurde verhängt, da es sich um einen Transport des MİT, vermeintlich für Kämpfer in Syrien, handelte. Als Gendarmerie und Staatsanwaltschaft sich aber nicht beirren ließen und in den LKWs russische Waffensysteme fanden, griff der Gouverneur von Adana, Hüseyin Avni Cos, direkt ein und erreichte eine Einstellung der Untersuchung. Der damalige Ministerpräsident und spätere Staatspräsident Recep Tayyip Erdoğan erklärte öffentlich: "Niemand darf Lastwagen des MİT stoppen. Dazu haben die kein Recht! Diese Lastwagen transportieren humanitäre Hilfsgüter."
Öffentlich wurde der Fall, weil eine Hackergruppe das Geheimdokument des Falls veröffentlichte, worauf die türkische Regierung alle Seiten blockieren ließ, die darüber berichteten. Ein Gericht ordnete die Sperrung von Twitter und Facebook an, sollten sie entsprechende Inhalte nicht löschen, und alle Webseiten, die über den Fall berichteten, müssten geschlossen werden, urteilten die Richter. Die Verfolgung der Veröffentlichung mündete in den Cumhuriyet-Prozess.
Im Dezember 2018 berichteten Correctiv und Frontal 21 gemeinsam, wie Gülen-Anhänger vom MİT in die Türkei entführt wurden. Im Mai 2021 entführte der MİT laut der türkischen Nachrichtenagentur Demirören Haber Ajansı einen Neffen von Fethullah Gülen.
Der MIT war laut eigenen Angaben im August 2024 an der Organisation eines größeren Gefangenenaustauschs zwischen Russland und Belarus auf der einen Seite und den USA, Deutschland und weiteren Staaten auf der anderen Seite beteiligt.

## Aktivitäten in Deutschland
Der türkische Geheimdienst ist auch in Deutschland aktiv. Nach Einschätzung des Journalisten Ali Solmaz hat der MİT im Gegensatz zu anderen ausländischen Nachrichtendiensten in Deutschland ein breites Netz an Mitarbeitern und Strukturen. Er geht davon aus, dass hunderte Agenten türkischer Herkunft in Unternehmen, Reiseagenturen und in Schlüsselpositionen für den MİT arbeiten. Offizielle Stellen haben laut Somaldz bestätigt, dass im Ausland 800 türkische Geheimdienst-Mitarbeiter tätig sind. Die Zahl der Personen, die für den MİT arbeiten oder diesem Informationen liefern, sei jedoch sicherlich höher.
Beobachter gehen davon aus, dass er auch gegen politische Gegner der Regierungspartei AKP vorgeht. Für diese Annahme spricht auch, dass der Leiter des Dienstes Hakan Fidan aktiver AKP-Politiker war. 2015 wurden vor dem Oberlandesgericht Koblenz drei Männer angeklagt, die im Auftrag des MİT diverse Gegner von Präsident Recep Tayyip Erdoğan in Deutschland ausspioniert haben sollen. Der Hauptangeklagte Muhammed Taha Gergerlioglu soll ein früherer Berater von Erdoğan sein. Die Bundesanwaltschaft warf den Beschuldigten vor, unter anderem Kurden und Aleviten in Deutschland ausspioniert zu haben. Der AKP-Kritiker und Gründer der Gülen-Bewegung Fethullah Gülen wurde laut Staatsanwaltschaft ebenfalls ausspioniert.
Im Zuge des Putschversuchs in der Türkei im Juli 2016 schätzten Experten, dass der MİT rund 6000 Informanten und damit mindestens einen Spitzel unter 500 Deutsch-Türken in der Bundesrepublik unterhalte. Das Agentennetz übertreffe damit das der ehemaligen Stasi und befasse sich nicht mehr nur mit Aufklärung, sondern auch mit Unterdrückung.
Ende März 2017 wurde bekannt, dass der MİT möglicherweise in großem Umfang mutmaßliche Anhänger der Gülen-Bewegung in Deutschland ausspioniert habe. Dem der Rechercheverbund NDR, WDR und Süddeutsche Zeitung zufolge, habe der damalige Chef des MİT am Rande der Münchner Sicherheitskonferenz dem Präsidenten des Bundesnachrichtendienstes (BND) Bruno Kahl eine Liste mit entsprechenden Personen übergeben. Auf der Liste seien die Daten von 300 Personen und 200 Vereinen, Schulen und sonstigen Einrichtungen. Gelistet seien Meldeadressen, Handy- und Festnetznummern sowie in vielen Fällen Fotos der Betroffenen, wobei etliche Bilder heimlich z. B. durch Überwachungskameras aufgenommen worden seien.
Nach Angaben des Rechercheverbundes übermittelte Kahl die Liste der Bundesregierung und dem Bundesverfassungsschutz. Auch das Bundeskriminalamt und der Generalbundesanwalt wurden demnach informiert; später die Polizei- und die Verfassungsschutzbehörden der Länder. Einzelne Bundesländer warnten nach Angaben von WDR, NDR und SZ in sogenannten Gefährdetenansprachen die betroffenen Personen. Den LKAs sei es wichtig, Menschen vor möglichen Repressionen in der Türkei zu warnen, sollten sie dorthin reisen, sagte ein Sprecher. Außerdem warnte die Polizei NRW vor dem Betreten türkischer diplomatischer Einrichtungen in Deutschland, da diese durch das Wiener Übereinkommen geschützt sind.
Am 28. März 2017 nahm die deutsche Bundesanwaltschaft Ermittlungen wegen des Spionageverdachts in Deutschland gegen unbekannte Mitglieder des MİT auf.
Das nordrhein-westfälische Innenministerium antwortete 2020 auf eine Landtags-Anfrage, dass sich der MİT in hohem Maße der Ausspähung von Oppositionellen widme, auch in Deutschland.

## Aktivitäten in Österreich
In Österreich leben rund 120.000 Menschen mit türkischer Staatsangehörigkeit. Etwa 270.000 Staatsbürger haben dem Österreichischen Integrationsfonds (OIF) zufolge einen türkischen Migrationshintergrund.
Das österreichische Bundesamt für Verfassungsschutz ermittelte im Oktober 2020 wegen des Verdachts, MİT habe einen Anschlag auf die kurdischstämmige Wissenschaftlerin Berivan Aslan geplant.
Erst im September 2020 hat die österreichische Regierung eine Person vor Gericht stellen können.

## Liste der Direktoren
|    | Name               | Amtsübernahme      | Ablösung           |
| -- | ------------------ | ------------------ | ------------------ |
| 1  | Avni Kantan        | 14. Juli 1965      | 2. März 1966       |
| 2  | Mehmet Fuat Doğu   | 2. März 1966       | 27. März 1971      |
| 3  | Nurettin Ersin     | 2. August 1971     | 25. Juli 1973      |
| 4  | Bülent Türker      | 26. Juli 1973      | 27. Februar 1974   |
| 5  | Bahattin Özülker   | 28. Februar 1974   | 26. September 1974 |
| 6  | Bülent Türker      | 26. September 1974 | 24. November 1974  |
| 7  | Hamza Gürgüç       | 25. November 1974  | 13. Juli 1978      |
| 8  | Adnan Ersöz        | 13. Juli 1978      | 19. November 1979  |
| 9  | Bülent Türker      | 19. November 1979  | 7. September 1981  |
| 10 | Burhanettin Bigalı | 7. September 1981  | 14. August 1986    |
| 11 | Hayri Ündül        | 5. September 1986  | 29. August 1988    |
| 12 | Teoman Koman       | 29. August 1988    | 27. August 1992    |
| 13 | Sönmez Köksal      | 9. November 1992   | 11. Februar 1998   |
| 14 | Şenkal Atasagun    | 11. Februar 1998   | 11. Juni 2005      |
| 15 | Emre Taner         | 11. Juni 2005      | 25. Mai 2010       |
| 16 | Hakan Fidan        | 25. Mai 2010       | 04. Juni 2023      |
| 17 | İbrahim Kalın      | 04. Juni 2023      | derzeit im Amt     |